# Světlice (raketa)

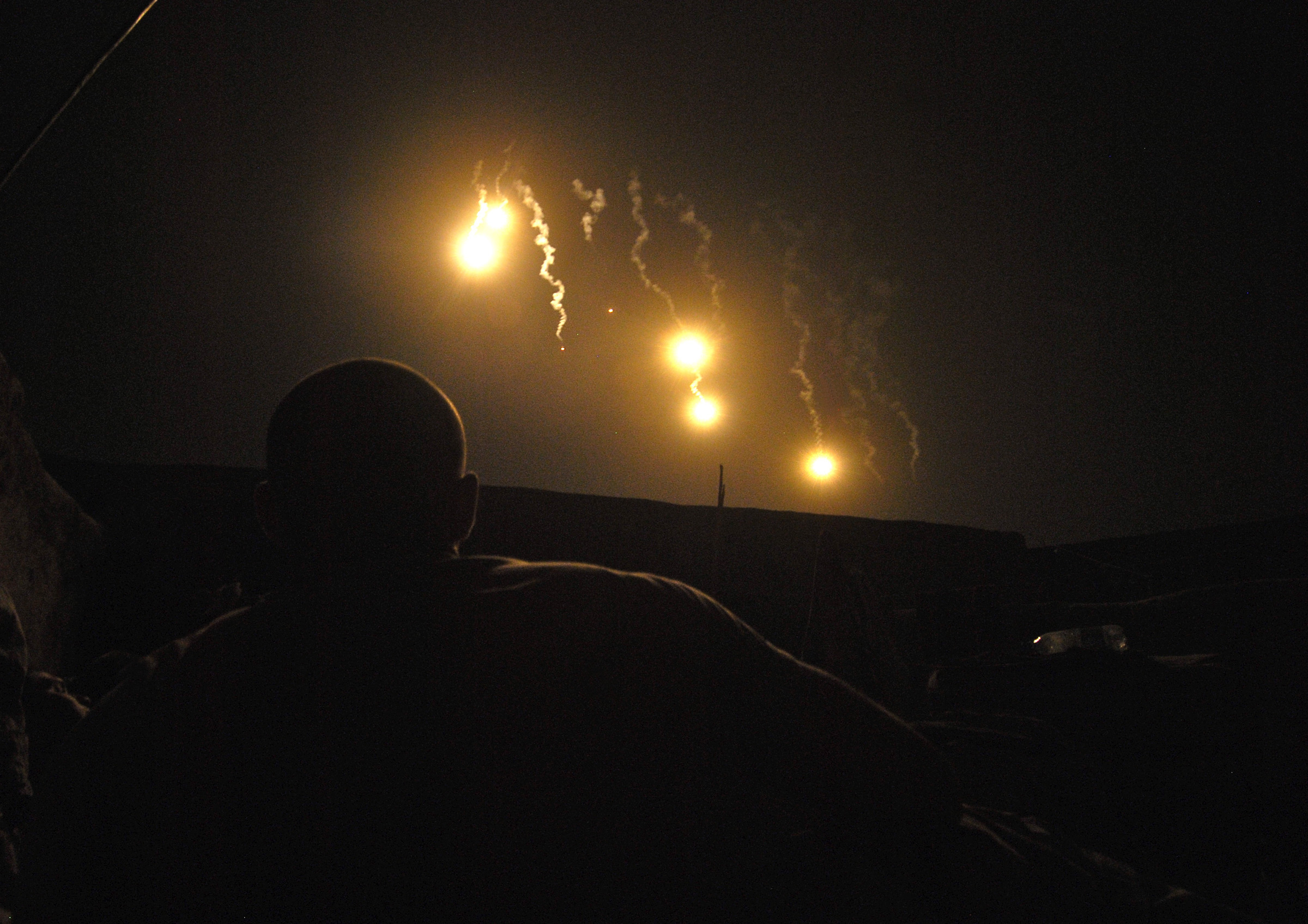
Světlice

Světlice je raketa určená k osvětlení místa nebo k signalizaci. Někdy je světlice umístěna na padáčku, který zpomaluje její pád, aby světlo pokrylo co největší plochu na co nejdelší dobu. Světlice používají například námořnictvo, armáda či policie.